# Belgische Badmintonmeisterschaft 1958
Die Belgische Badmintonmeisterschaft 1958 fand in Löwen statt. Es war die zehnte Auflage der nationalen Badmintonmeisterschaften von Belgien.

## Titelträger
| Disziplin    | Sieger                       |
| ------------ | ---------------------------- |
| Herreneinzel | Guy van Branteghem           |
| Dameneinzel  | J. Boulet                    |
| Herrendoppel | Claude Bar Jack Stuart       |
| Damendoppel  | J. Boulet Françoise Malevez  |
| Mixed        | Guy van Branteghem J. Boulet |